# 760.
760. je sedmo desetletje v 8. stoletju med letoma 760 in 769. 